# 拖把更名器
拖把更名器（英語：SmartRename）是一个免费的批量进行文件更名和整理音乐文件标签的软件。

## 软件功能
- 基本的转换、添加、删除、替换、加序等更名操作
- 文件名繁简互换、内码互换
- 利用文本文件更名
- 支持目录、子目录及其文件、快捷方式等更名操作
- 根据音乐文件中的标签进行更名，支持 MP3/APE/WMA/RM/RMVB/RA/ASF/WMV/OGG 格式
- 文件名汉字转拼音
- 支持自动预览
- 支持通配符
- 支持正则表达式
- 支持元变量
- 支持拖放操作
- 支持撤消
- 支持多语言
- 操作记录顺序化
- 支持操作记录的保存和导入
- 表达式方式写入标签
- 音乐文件标签中的繁简互换、内码互换
- 把音乐文件标签导出到文本文件
- 音乐文件标签批量移除
- ID3v1 与 ID3v2 互相拷贝
- 更改文件日期
- CRC32 更名
- 根据文本文件内容写入标签
- 与资源管理器集成

## 发布版本
作者一般发布成两个版本：安装版和绿色版。

## Bug问题
由于长时间未曾更新，致使该软件在Windows XP SP2及之后版本的系统上出现错误，表现为右键菜单无法正常调用。但在Total Commander等第三方资源管理器中右键菜单可正常调用。